# 河上清
河上 清（かわかみ きよし、1873年〈明治6年〉8月2日 - 1949年〈昭和24年〉10月12日）は、米国で活躍した日本人ジャーナリスト。日本におけるキリスト教社会主義の活動家の1人である。山形県出身。筆名は翠陵、陵山。

## 経歴
1873年（明治6年）8月2日、旧米沢藩士宮下忠茂・きみの四男として誕生。宮下雄七と名づけられる。1892年（明治25年）に河上清と改姓改名。
米沢中学校（現山形県立米沢興譲館高等学校）卒業後、上京して篤志家（曽根俊虎、上杉茂憲ら）の援助を受けつつ慶應義塾、東京法学院、青山学院などで学び文筆で身を立てることを志す。
万朝報記者となり社会主義とキリスト教に関心を抱き、足尾銅山鉱毒事件などの追及を行った。1900年（明治33年）社会主義協会結成に参加、1901年（明治34年）社会民主党を他の5名とともに創立。同党が禁止されると、身の危険を感じて渡米。大学で学びながらジャーナリストとしての活動も再開。キヨシ・カール・カワカミ（K.K.カワカミ）の筆名を用いる（ミドルネームの「カール」はカール・マルクスにちなむ）。カワカミ，Ｋ．カール、K・カール・カワカミなどと表記されることもある。
折りしも日露戦争が始まった事から万朝報の特派員の名目で同地に留まり、その後もフリージャーナリスト、時事新報・毎日新聞社（旧横浜毎日新聞で、現在の毎日新聞とは別会社）の客員特派員としてアメリカでの執筆活動を続け、その間にアメリカ人女性と結婚した。
その後、日本への国際的非難が集中した「対中国二十一か条要求」「満州事変」問題などで日本側の支持に回ったことなどから、米国では「日本の政策の代弁者」と見られるようになった。
太平洋戦争開戦直後、スパイ容疑で逮捕されたが、彼を知るアメリカ人有力者の助力もあって釈放される。太平洋戦争中には「日本は負けなければならない」と連合国支持を明確にする立場に転じた。
さらに戦後は、再び「革新」の側にシンパシィを示すようになる。1949年（昭和24年）には、自署の印税の中から10万円を日本社会党に寄付し、さらに社会党幹部に対して、「非武装中立」政策を提言した。
以後、日本には戻らずワシントンD.C.で静かな余生を送った。

## 著書

### 和書

#### 単著
- 『労働保護論』東華堂、1897年12月。 NCID BN06808415。全国書誌番号:40033321。
  - 『労働保護論』（復刻版）龍渓書舎〈明治後期産業発達史資料 第259巻〉、1995年6月。 NCID BN13691941。全国書誌番号:95079859。
- 『実効主義教育学』開発社、1900年9月。 NCID BA37267894。全国書誌番号:40038230。
- 『通俗独逸歴史』博文館〈通俗百科全書 第22編〉、1901年9月。 NCID BN09750672。全国書誌番号:40010712。
- 『米国男女書生気質』言文社、1903年7月。 NCID BN07371899。全国書誌番号:40038853。
- 『不安の欧洲を巡る』大阪毎日新聞社、1937年7月。全国書誌番号:44033429。
- 『米国は戦ふか』東京日日新聞社・大阪毎日新聞社、1939年5月。 NCID BA71419849。全国書誌番号:46072629。
- 『米ソ戦わば？ 祖国日本に訴う』日米通信社、1949年3月。 NCID BN05055559。全国書誌番号:48014758。
  - 『祖国日本に訴う』（新版）時事通信社、1966年11月。 NCID BB09307921。全国書誌番号:66009139。

#### 編纂
- 『原文対照 英訳詩歌集』警醒社、1906年7月。 NCID BN07054557。全国書誌番号:40084282。

#### 翻訳
- リチヤード・イリー『近世社会主義論』法曹閣書院、1919年6月。 NCID BN07054557。全国書誌番号:43007125。

### 洋書
- The political ideas of modern Japan. Shokwabo. (1903). NCID BA1174466X
- Japan and the Japanese as seen by foreigners prior to the beginning of the Russo-Japanese War.. Keiseisha. (1905). NCID BA08713748
- American-Japanese relations : an inside view of Japan's policies and purposes.. Fleming H.Revell. (1912). NCID BA08713679
- A history of the Japanese arts. Ryubun-kwan. (1913). NCID BA25600511
- Asia at the door : a study of the Japanese question in continental United States, Hawaii and Canada. F.H. Revell. (1914). NCID BA12814727
- Japan in world politics. Macmillan. (1917). NCID BA14003485
- Japan and world peace. Macmillan. (1919). NCID BA08713624
- What Japan thinks. Macmillan. (1921). NCID BA1021597X
- The real Japanese question. Macmillan. (1921). NCID BA11412772
- Japan's Pacific Policy : especially in relation to China, the Far East, and the Washington Conference. Dutton. (1922). NCID BA41795874
- Jokichi Takamine : a record of his American achievements. William Edwin Rudge. (1928). NCID BA08713690
- Japan speaks on the Sino-Japanese crisis. Macmillan. (1932). NCID BA08713657
- Manchoukuo : child of conflict. Macmillan. (1933). NCID BA08713715
- Japan spricht! : der chinesisch-japanische Konflikt. Wilhelm Braumüller. (1933). NCID BA40787178
- Japan in China : her motives and aims. J. Murray. (1938). NCID BA11494700
  - 福井雄三 訳『シナ大陸の真相 1931～1938』展転社、2001年1月。 NCID BA50482031。全国書誌番号:20209145。
    - 新装復刊『シナ大陸の真相』経営科学出版、2022年。ISBN 978-4905319726

## 関連事項
- 社会民主党
- 竹久千恵子 - 息子（クラーク・カワカミ）の妻
- 宮下健一郎 - 甥